# Ceroplesis signata
Ceroplesis signata is een keversoort uit de familie van de boktorren (Cerambycidae). De wetenschappelijke naam van de soort werd in 1890 gepubliceerd door Charles Owen Waterhouse.